# Kujché
Kujché (ucraniano: Кухче́) es un pueblo de Ucrania perteneciente al municipio rural de Loknytsia, en el raión de Varash de la óblast de Rivne.
En 2001, el pueblo tenía una población de 843 habitantes.
Se ubica a orillas del río Veseluja, unos 10 km al suroeste de la capital municipal Loknytsia, cerca del límite con la óblast de Volinia.

## Historia
Antes de la fundación del actual municipio de Loknytsia en 2016, el pueblo era sede de un consejo rural en el raión de Zarichne. El consejo rural incluía como pedanías a Novosilia y Rádove.